# Archäologisches Museum Atalanti
Das Archäologische Museum Atalanti befindet sich im Gebäude der ehemaligen technischen Hochschule des griechischen Ortes Atalandi, der in der Landschaft Fthiotida liegt, die sich um den Golf von Malia erstreckt. Das Gebäude stammt aus dem Jahr 1930 und steht unter Denkmalschutz. Seine drei Haupträume und der Hauptkorridor bergen ganz überwiegend archäologische Funde aus dem Osten von Lokris und dem Nordosten des alten Phokis. Die Artefakte reichen vom Neolithikum bis in römische Zeit. Das Gebäude wurde von 1992 bis 1998 umgebaut, wobei auch Erdbebensicherheit gewährleistet werden sollte.
Im Hauptkorridor befinden sich steinerne Objekte, mehrheitlich Grabstelen, dazu ein Torso eines römischen Feldherrn. Die übrigen Exponate wurden in chronologischer Reihenfolge in den  drei Räumen untergebracht und die Vitrinen durchnummeriert. Dabei befinden sich in Vitrine I die ältesten Fundstücke aus dem Neolithikum. 

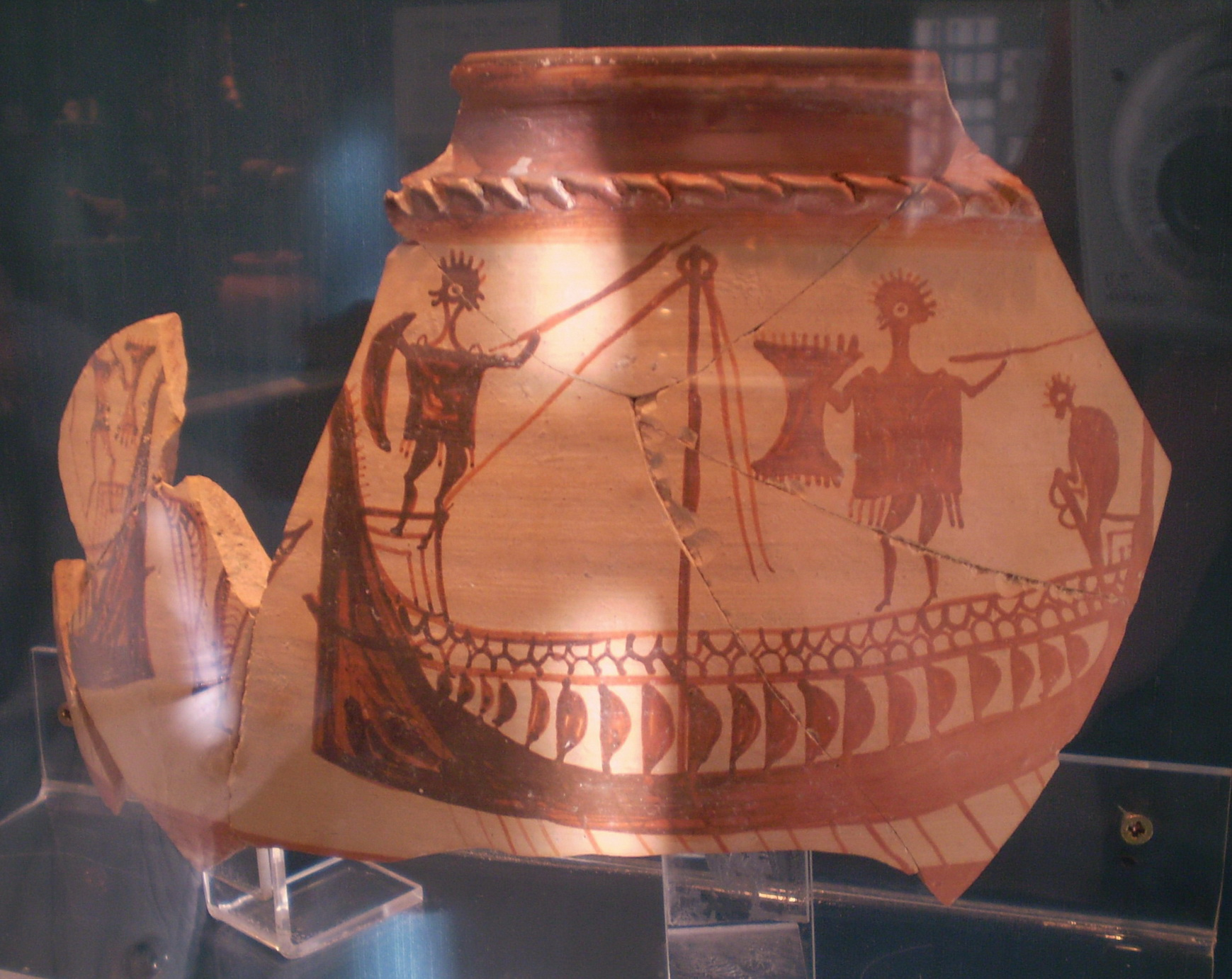
Darstellung eines Seegefechts aus dem Späthelladikum IIIC

In Vitrine II findet man frühbronzezeitliche Stücke der Siedlung Proskynas, die während einer Notgrabung gehoben wurden, die durch den Bau einer Fernstraße veranlasst worden war. Dort befinden sich auch kykladische Figurinen, sogenannte Kykladenpfannen sowie Obsidianwerkzeuge, die den Kontakt zu den Inseln belegen, die entsprechende Rohstoffe bieten, wie Melos. Vitrine III birgt u. a. typische Keramik, Stein- und Knochenwerkzeuge sowie Spinnwirtel der Mittleren Bronzezeit. Vitrine IV und V exponieren spätbronzezeitliche Funde aus Tholos-Gräbern wie Gefäße, Bronzewaffen, Schmuck, Siegel und einen Eberzahnhelm sowie Tonfigurinen. Der bekannte Krater, ein Gefäß zum Mischen von Wein und Wasser, mit der Darstellung eines Seegefechts aus dem Späthelladikum IIIC befindet sich in Vitrine Va. Dieser Krater stammt aus Kynos. 
Vitrine VI wiederum birgt Funde aus der frühen Eisenzeit, vor allem Gefäße, Bronzeschmuck und Kleideraccessoires, während Vitrine VII hand- und scheibengefertigte Gefäße mit ihrer typischen geometrischen Dekoration enthält, aber auch Bronzegefäße.
Vitrine VIII enthält Gefäße aus archaischer und klassischer Zeit mit ihren rot- und schwarzfigurigen Dekorationen, und zwar sowohl aus lokaler Produktion wie aus Importen. In Vitrine IXa befinden sich Münzen, die in Lokris und Phokis geprägt wurden, aber auch aus anderen Regionen, die in der Region umliefen. Dazu gehören auch einige Hortfunde. Vitrine X birgt hellenistische Gefäße, überwiegend aus lokaler Produktion, während Vitrine XI Gefäße aus römischer Zeit, dazu Eisen- und Bronzewerkzeuge, Glas, Knochennadeln und -spatel enthält.
Vitrine XII bietet Werkzeuge verschiedener Berufe dar, vom Bauern über den Töpfer, ebenso wie von Fischern und Steinmetzen. Vitrine XIII exponiert Stücke, die mit dem Alltag von Frauen und Kindern in Zusammenhang stehen, dazu rituelle Beigaben aus Begräbnissen. Im selben Raum befinden sich die Rekonstruktion eines Grabmals sowie größere Exponate, etwa Mühlsteine und eine Weinpresse. Schließlich befindet sich dort auch eine Marmorsäule aus römischer Zeit mit der Büste eines Paares, die wohl aus einem Grabmonument stammt.